# Paso Ancho, Michoacán de Ocampo
Paso Ancho är en ort i Mexiko.   Den ligger i kommunen Tuzantla och delstaten Michoacán de Ocampo, i den södra delen av landet, 160 km väster om huvudstaden Mexico City. Paso Ancho ligger 577 meter över havet och antalet invånare är 112.
Terrängen runt Paso Ancho är kuperad åt nordost, men åt sydväst är den platt. Runt Paso Ancho är det glesbefolkat, med 20 invånare per kvadratkilometer. Närmaste större samhälle är Tuzantla, 3,7 km nordost om Paso Ancho. I omgivningarna runt Paso Ancho växer huvudsakligen savannskog.